# 第四次マケドニア戦争
第四次マケドニア戦争（だいよじマケドニアせんそう、伊: Quattro guerra macedonica）は、共和政ローマとマケドニアの間で争われたマケドニア戦争の4度目にあたる戦争のことである。紀元前148年に行われた。マケドニアとの戦いに勝利したローマは、マケドニア全土をローマの属州（マケドニア属州）とした。

## 概要
第三次マケドニア戦争（紀元前168年）の結果、アンティゴノス朝が支配するマケドニア王国は消滅し、マケドニアは分割され4つの自治領から構成されることとなった。
それから約20年後の紀元前149年にアンティゴノス朝最後の王ペルセウスの子ピリップスと称したアンドリスコスがマケドニア王を名乗り、ローマからの自立を宣言した。開戦直後は幾つかの成功を収めたが、紀元前148年に入ってローマから派遣されたクィントゥス・カエキリウス・メテッルスがピュドナの戦いでアンドリスコス率いるマケドニア軍を撃破し、アンドリスコスはローマ軍に捕えられた。なお、この戦いはファランクスが用いられた戦史上最後の戦いとしても知られている。クィントゥス・カエキリウス・メテッルスはこの功績によりマケドニクスの尊称を得た。
戦争から2年後の紀元前146年にマケドニアはローマ属州となった。
なお、同じ紀元前146年にローマ軍は2つの都市国家との戦いにも勝利を収めている。即ち、スキピオ・アエミリアヌス率いるローマ軍がカルタゴ、ルキウス・ムンミウス率いるローマ軍がコリントスをそれぞれ破壊した(=コリントスの戦い)ことである。